# Jean-Marie Roland de la Platière

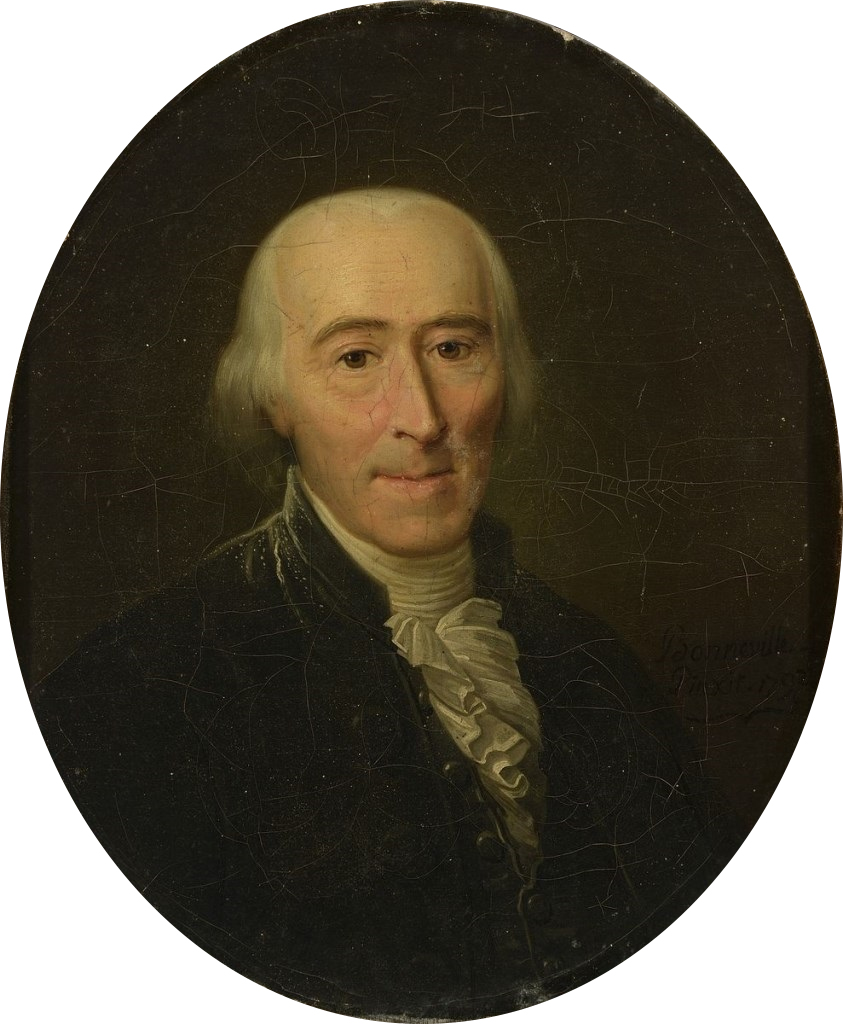
Jean-Marie Roland de la Platière

Jean-Marie Roland de la Platière (Thizy in Villefranche-sur-Saône, 18 februari 1734 - Bourg-Beaudouin, 10 november 1793) was een Frans econoom en politicus. Hij hoorde tijdens de Franse Revolutie tot de meer gematigde factie der girondijnen. Van maart 1792 tot januari 1793 was hij minister van Binnenlandse Zaken, eerst onder Lodewijk XVI en later in de republiek. Na de val van de girondijnen in 1793 wist hij uit Parijs te ontkomen. Toen hij hoorde dat zijn vrouw Marie-Jeanne Roland ter dood was gebracht, maakte hij een einde aan zijn leven.

## In de provincie
Jean-Marie Roland de la Platière was de zoon van een jurist uit de Beaujolais. Hij kwam uit een welgestelde en geprivilegieerde familie waarvan enkele leden in het verleden tot de lagere adel hadden behoord maar die in de 18e eeuw geen titel meer voerde. De familienaam was oorspronkelijk alleen 'Roland'. Een voorouder had 'de la Platière' toegevoegd als een verwijzing naar een landgoed dat de familie in bezit had. Jean-Marie Roland gebruikte het adellijk klinkende toevoegsel tijdens het ancien régime, maar liet het weg toen tijdens de revolutie adellijke titels werden afgeschaft.
Jean-Marie Roland koos als jonge man voor een baan bij het ministerie van Handel en Industrie. Hij ontwikkelde zich tot een gerespecteerd expert in zijn vakgebied, de textielindustrie, en werd al snel Inspecteur de Manufactures. Deze inspecteurs waren belast met de kwaliteitscontrole van producten.
Roland was intelligent, belezen en bereisd maar stond bekend als een moeilijk mens: erg overtuigd van zijn eigen gelijk en snel geïrriteerd. Hierdoor lukte het hem vaak niet zijn op zich goede plannen voor economische hervormingen tot uitvoer te brengen en verliep zijn carrière niet zo voorspoedig als hij wilde. In 1780 werd hij benoemd in Amiens; datzelfde jaar trouwde hij met Marie-Jeanne 'Manon' Phlipon, een intelligente en belezen vrouw uit Parijs die twintig jaar jonger was dan hij. Gedurende zijn tijd in Amiens publiceerde hij studies over de textielindustrie en ondernam hij samen met zijn vrouw een studiereis naar Engeland. Het echtpaar Roland werkte samen aan de Encyclopédie méthodique - Dictionnaire des Arts en Métiers, een door Charles-Joseph Panckoucke uitgegeven vervolg op de Encyclopédie van Diderot en D’Alembert waarin veel aandacht werd besteed aan handel en nijverheid.
In 1784 werd Roland de inspecteur van de fabrieken in Lyon. Na het uitbreken van de revolutie werd hij in 1790 gekozen in de Conseil Général de la Commune van de Lyon. In 1791 werd hij naar Parijs gestuurd, om daar de Nationale Vergadering te informeren over de deplorabele staat van de economie in de regio Lyon. Roland verhuisde naar Parijs met zijn vrouw en dochter Eudora.

## Parijs en de revolutie
Roland had enige bekendheid gekregen door publicaties waarin hij opriep tot hervorming van de handel en productie. Zijn vrouw correspondeerde al sinds het begin van de revolutie met prominente journalisten en politici, waaronder Jacques Pierre Brissot. In Parijs waren beiden snel opgenomen in de kringen van leidende revolutionairen. Roland bezocht de Jakobijnse Club, en maakte kennis met François Buzot, Jérôme Pétion de Villeneuve en Maximilien de Robespierre. Madame Roland ontving deze politiek invloedrijke mannen in haar salon en werkte op alle gebieden actief met haar man samen. Zowel Jean-Marie Roland als zijn vrouw worden gerekend tot de leiders van de politieke factie van de girondijnen, die ook wel brissotijnen werden genoemd naar hun leider Jacques Pierre Brissot.

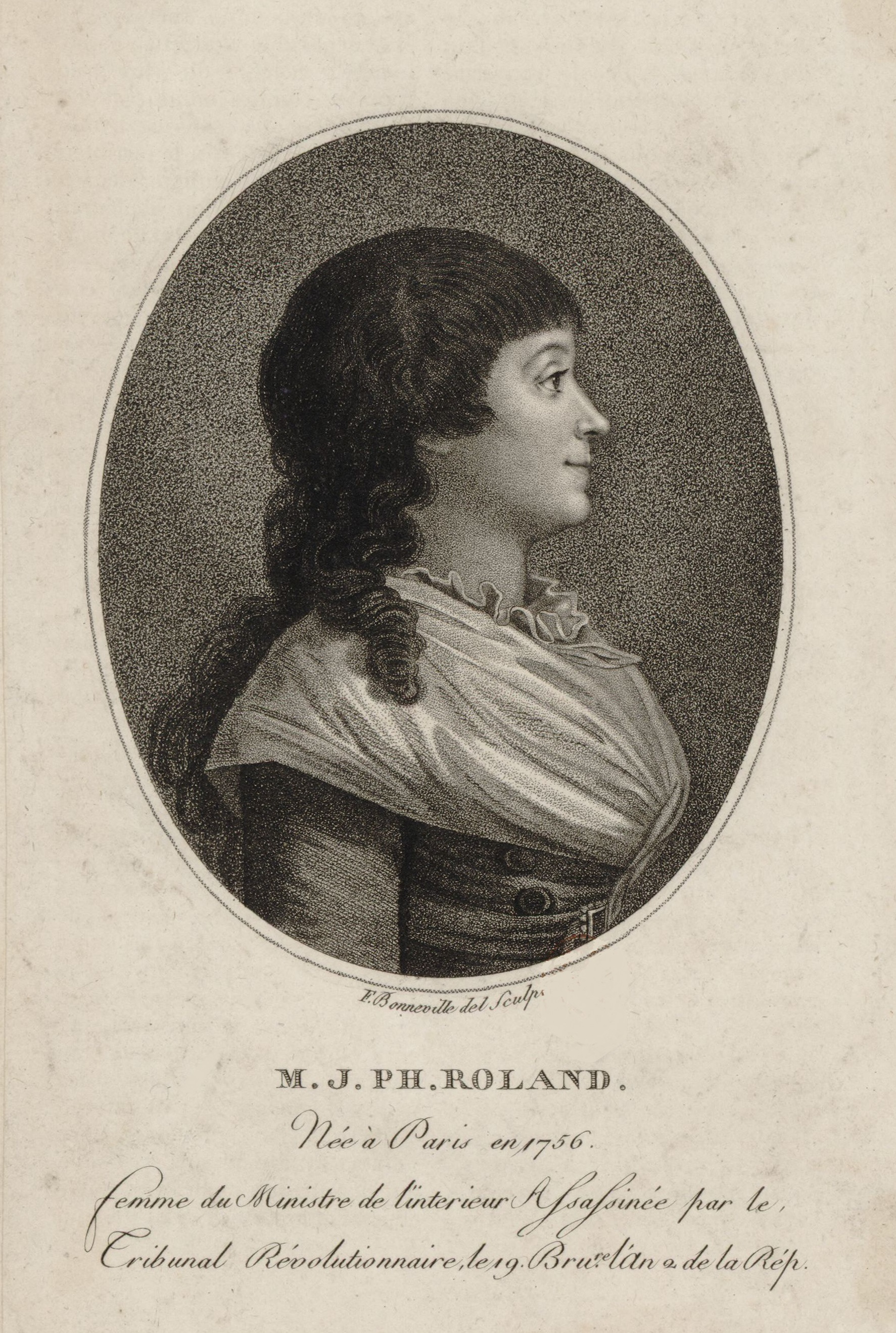
Madame Roland

Mede dankzij de invloed en het politieke inzicht van zijn vrouw werd Jean-Marie Roland in maart 1792 op voordracht van Brissot door Lodewijk XVI benoemd tot minister van Binnenlandse Zaken. Deze benoeming kwam voor hem als een verrassing. De functie was zwaar en de werkdruk hoog. Het ministerie was verantwoordelijk voor verkiezingen, onderwijs, landbouw, nijverheid, handel, wegen, openbare orde, armenzorg en het overheidsapparaat. Als minister van Binnenlandse Zaken voerde hij een liberaal economisch beleid. Madame Roland was ook nu bij alle beslissingen van haar man betrokken.
Enkele maanden na zijn benoeming speelde Roland een belangrijke rol in de gebeurtenissen die leidden tot het einde van de monarchie. In een brief van 10 juni drong Roland er bij de koning op aan dat hij zich in een aantal zaken zou voegen naar de wensen van de ministers. Op advies van zijn vrouw publiceerde hij deze brief nog voor de koning had kunnen reageren. Lodewijk XVI volhardde in zijn weigering en op 13 juni werden behalve Roland ook de twee andere girondijnse ministers, Étienne Clavière en Joseph Servan, ontslagen.
De daaropvolgende politieke crisis leidde uiteindelijk tot het afzetten van de koning door de Wetgevende Vergadering op 10 augustus 1792. Jean-Marie Roland werd benoemd in een voorlopige uitvoerende raad, waar hij weer verantwoordelijk was voor het departement Binnenlandse Zaken. Hoewel hij in september door het departement Somme in de Nationale Conventie werd gekozen, zag Roland op verzoek van de Algemene Vergadering af van een zetel zodat hij zijn post als minister van Binnenlandse Zaken in de nieuw opgerichte republiek kon houden.

## Conflicten met de montagnards
Inmiddels was Frankrijk in oorlog met Pruisen en Oostenrijk. Vanwege de hopeloos lijkende militaire situatie trof Roland eind augustus voorbereidingen voor de evacuatie van de regering naar een gebied ten zuiden van de Loire; hierover kwam hij in botsing met Georges Danton, een van de voormannen van de radicalen. Op 6 en 7 september werden in Parijse gevangenissen honderden gevangenen die verdacht werden van anti-revolutionaire sympathieën bruut vermoord. De discussie over wie er verantwoordelijk was voor deze Septembermoorden werd een twistpunt tussen de verschillende facties. Roland had verzuimd in te grijpen, hoewel hij als minister voor Binnenlandse Zaken verantwoordelijk was voor de gevangenissen.
Roland kwam verder in opspraak toen op er op 20 november 1792 in zijn aanwezigheid in het Tuilerieënpaleis een geheime kluis werd ontdekt. De daarin bewaarde documenten bewezen dat de koning geheime onderhandelingen had gevoerd met politici, die daarmee als vijanden van de revolutie konden worden bestempeld. Dit bracht Roland in problemen: de montagnards, de radicale factie in de Nationale Conventie, beschuldigden hem ervan dat hij alle compromitterende papieren over betrokkenheid van de girondijnen had laten verdwijnen. De wens van de girondijnen om het volk te raadplegen inzake de terdoodveroordeling van de koning, verergerde het conflict met de montagnards.

## Einde ministersschap, vlucht en overlijden
Uitgeput door de steeds fellere aanvallen van de montagnards en de sansculotten op hem en op zijn vrouw, maar ook door privé-problemen (zijn vrouw was verliefd geworden op de girondijnse politicus François Buzot) trad Roland op 23 januari 1793 af als minister. Hij wilde Parijs verlaten maar de Conventie weigerde hem daarvoor toestemming te geven voordat een onderzoek naar zijn handelen als minister was afgerond. Toen eind mei en begin juni op instigatie van Robespierre vele vooraanstaande girondijnen werden gearresteerd wist Roland te ontsnappen. Uiteindelijk vond hij een onderduikadres bij vrienden in Rouen. Op eigen verzoek was Madame Roland in Parijs gebleven om de zaak van haar man te bepleiten. Zij werd op 31 mei gearresteerd, op 8 november na een kort proces ter dood veroordeeld en geëxecuteerd. Op 10 november 1793 hoorde Roland van de dood van zijn vrouw. Hij pleegde die avond zelfmoord.
Roland is in het verleden wel gepresenteerd als iemand die intellectueel en politiek volledig in de schaduw van zijn vrouw stond. Er wordt nu erkend dat hij niet haar charisma en scherpe analytische vermogen had, maar niettemin een intelligent en consciëntieus bestuurder was die niet volledig door zijn vrouw werd gedomineerd.
- Bibliothèque nationale de France: cb12163411b (data)
- Catàleg d'autoritats de noms i títols de Catalunya: 981058514164806706
- CiNii: DA15344331
- Gemeinsame Normdatei: 119115824
- Historisch woordenboek van Zwitserland: 041437
- International Standard Name Identifier: 0000 0000 8077 1745
- Library of Congress Control Number: n50078912
- Nationale Bibliotheek van Tsjechië: jn19981002085
- Nationale Bibliotheek van Israël: 987007267142605171
- Nederlandse Thesaurus van Auteursnamen: 071092099
- Réseau des bibliothèques de Suisse occidentale: 02-A003756615
- Istituto Centrale per il Catalogo Unico: SBNV006430
- LIBRIS: 250403
- SNAC: w6697q4x
- Système universitaire de documentation: 030161908
- Virtual International Authority File: 46800495
- WorldCat: E39PBJvXcWrHywbvCjMg3CDQbd